# Kardynałowie z nominacji Honoriusza III
Papież Honoriusz III mianował sześciu nowych kardynałów na czterech konsystorzach:

## Nominacje 17 grudnia 1216
1. Aldobrandino Orsini, subdiakon apostolski – kardynał diakon S. Eustachio, następnie kardynał prezbiter S. Susanna (21 września 1219), kardynał biskup Sabiny (1221), zm. 22 grudnia 1222
2. Gil Torres, archidiakon Burgos – kardynał diakon Ss. Cosma e Damiano, zm. 11 listopada 1254

## Nominacje 6 stycznia 1219
1. Konrad von Urach OCist, opat Citeaux i generał zakonu cystersów – kardynał biskup Porto e S. Rufina, zm. 30 września 1227
2. Niccolò de Chiaramonte OCist, opat – kardynał biskup Tusculum, zm. 25 września 1227

## Nominacja 21 września 1219
1. Pietro Capuano, subdiakon papieski, patriarcha elekt Antiochii – kardynał diakon S. Giorgio in Velabro, zm. 23 marca 1236

## Nominacja 18 września 1225
1. Oliver von Paderborn, biskup Paderborn – kardynał biskup Sabiny, zm. 11 września 1227